# عشق یک‌طرفه

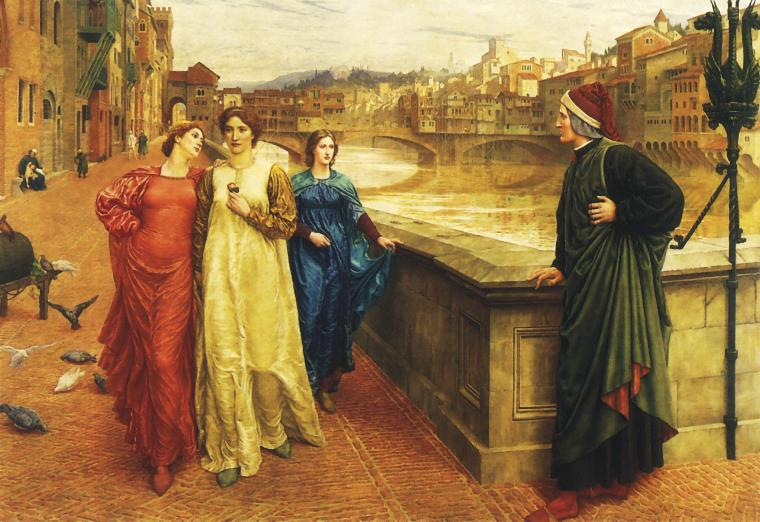
دانته از دور به بیتریس پورتینری (بانوی در لباس زرد) نگاه می‌کند، در حالی که او همراه‌با بانو وانا (بانوی سرخ‌پوش) از مقابل آمده و از کنار او می‌گذرد. تصویری از نقاشی دانته و پاتریس اثر هنری هالیدی

عشق یکطرفه یا شیدایی بی‌فرجام (به انگلیسی: Unrequited love) یا شکست عشقی، گونه‌ای عشق نافرجام می‌باشد که در آن عاشق به دلایل روان‌شناختی به‌گونه‌ای بیمارگونه توان در میان گذاشتن عشق با معشوق را ندارد.

## تحلیل
عدم امکان ابراز عشق در یک عشق یکطرفه سبب مشکلاتی از قبیل کاهش عزت نفس، افسردگی و نوسان سریع خلق از سرخوشی به افسردگی و برعکس می‌شود.
عشق افلاطونی زمینه‌ای مساعد برای پدید آمدن عشق‌های یکطرفه می‌شود.
عدم بروز عشق در یک عشق یکطرفه همچنین برای معشوق مشکلاتی همچون اضطراب را ایجاد می‌کند. عشق یک طرفه منجر به وابستگی بیش از حد و سرخوردگی ناراحتی از کار های خلاف عاشقی او می شود.
عشق یک طرفه می تواند منجر به افسردگی، شکست، سرخوردگی، حساسیت و بروز انواع بیماری های روحی شود. افراد غمگین، گوشه گیر و منزوی عموما به عشق یک طرفه وابسته اند.